# Fryderyk Scherfke
Fryderyk Egon Scherfke, ou Friedrich Scherfke en allemand, né le 7 septembre 1909 à Posen (actuelle Poznań) dans l'Empire allemand et mort à Bad Soden am Taunus en Allemagne le 15 septembre 1983, à soixante-quatorze ans, est un footballeur polonais. Il a occupé presque durant toute sa carrière le poste de milieu voire d'attaquant au Warta Poznań, avec son frère Günther.

## Biographie

### Quinze ans au Warta Poznań
Né dans une famille allemande à Poznań (ou Posen en allemand), Fryderyk Scherfke fait ses classes en Pologne, la région de Poznań ayant changé d'administration après la Première Guerre mondiale.
Débutant dans le football assez jeune, il intègre le Warta Poznań, club principal de sa ville natale et qui est alors l'un des meilleurs du pays. À partir de 1925, Scherfke enchaîne les saisons dans le championnat polonais, marque à de très nombreuses reprises et joue les premières places avec les Zieloni. En 1928, il échoue à deux points du Wisła Cracovie, mais finit par inscrire la I Liga à son palmarès la saison suivante, en devançant le Garbarnia Cracovie à la différence de buts.
Le 2 octobre 1932, il fait ses débuts avec l'équipe nationale polonaise contre la Lettonie, et obtient sa première victoire internationale (deux buts à un). Moins de quatre ans plus tard, il est appelé pour les Jeux olympiques de 1936 à Berlin. Passant le premier tour puis les quarts de finale, la Pologne échoue finalement aux portes de la finale, et termine le tournoi à la quatrième place. Durant ces Jeux, Fryderyk Scherfke joue deux matches (contre la Hongrie et la Grande-Bretagne), sans marquer.
Deux ans plus tard, il participe à la Coupe du monde 1938 en France. Au stade de la Meinau de Strasbourg, le 5 juin 1938, la Pologne affronte le Brésil de Leônidas da Silva. Scherfke est titulaire, et inscrit à la vingt-troisième minute un penalty, entrant ainsi dans l'histoire footballistique de son pays comme étant le premier joueur polonais à inscrire un but en phase finale de la plus grande des compétitions mondiales. Cependant, malgré le quadruplé – le premier de l'histoire de la Coupe du monde – de son coéquipier Ernest Wilimowski, les Polonais perdent le match lors des prolongations sur le score de six buts à cinq. Ce match, disputé sur une pelouse détrempée, est alors le plus prolifique de l'histoire de la compétition.
De retour en Pologne, Fryderyk Scherfke termine une seconde fois à la deuxième place du classement, loin derrière le Ruch Chorzów. Alors qu'il entame sa quinzième saison avec le Warta, la guerre l'oblige à raccrocher les crampons, alors qu'il est le deuxième meilleur buteur de l'histoire du championnat polonais, derrière Teodor Peterek et ses cent cinquante-quatre buts.

### Pendant la Seconde Guerre mondiale
Avec la Seconde Guerre mondiale, le Troisième Reich fait appel à tous les Allemands de l'intérieur et de l'extérieur du pays. Du fait de ses origines allemandes, Scherfke signe la Volkliste et devient un Volksdeutsche (Allemand vivant à l'extérieur du Reich), et doit donc intégrer la Wehrmacht après la campagne de Pologne.
Au mois de février 1940, il devient directeur de la section football dans l'administration de la nouvelle région allemande Reichsgau Wartheland. Après quelques semaines, il est remplacé par un officier de la Wehrmacht. En même temps, il devient président et capitaine du nouveau club allemand 1. FC Posen, qui est interdit aux Polonais. Dans cette position, il réussit à protéger quelques-uns de ses anciens coéquipiers de la persécution nazie.

### L'après-football
Au mois d'octobre 1940, le 1. FC Posen devient le club local de la Luftwaffe LSV Posen. Scherfke quitte le club et abandonne le football à l'âge de 31. En 1942, il informe ses amis polonais qu'il ne peut plus les aider, il se sent observé par le gestapo. En 1943, il est commandé au Front de l'Est (Seconde Guerre mondiale). En 1945, il est fait prisonnier de guerre par les Britanniques au Schleswig-Holstein. Il est libéré le 25 juillet 1945, après la fin du conflit mondial.
Indésirable en Pologne, il continue de vivre à Berlin-Ouest où il ouvre un magasin de meubles. Dans la presse communiste de la République populaire de Pologne, il est accusé de « traitre » qui aurait collaboré avec la Gestapo.  Mais d'après des recherches récentes, cette version se révèle fausse.
Au début des années 1980, il vend le magasin, pour vivre avec la famille de son fils en Hesse. Il meurt le 15 septembre 1983 à l'hôpital de Bad Soden am Taunus dans la région de Francfort-sur-le-Main.

## Palmarès
- Vice-Champion de Pologne : 1928, 1938
- Champion de Pologne : 1929